# Русалка (опера)
«Русалка» (op. 114, чеськ. Rusalka) — опера («лірична казка») Антоніна Дворжака. Лібрето чеською мовою було написано поетом Ярославом Квапілом (1868–1950) на основі казок Карела Яромира Ербена та Божени Немцової. Русалка — водна наяда із слов'янської міфології, зазвичай мешкає на озері чи річці. «Русалка» — дев'ята опера Дворжака. Це одна з найуспішніших чеських опер і є наріжним каменем репертуару чеських оперних театрів.
Дворжак багато років грав на альті в піт-оркестрах Праги (у Сословному театрі з 1857 по 1859 роки, будучи ще студентом, потім з 1862 по 1871 роки у Тимчасовому театрі). Таким чином, він мав наочний досвід широкого спектра опер Моцарта, Вебера, Россіні, Лорцінга, Верді, Вагнера та Сметани.
Багато років незнайомість з операми Дворжака за межами чеських земель допомагала посилити уявлення про те, що написання опер була його побічною діяльністю, і що, незважаючи на красу мелодій та оркестрових тембрів, «Русалка» не була центральною частиною його творчого доробку чи міжнародного ліричного театру. В останні роки оперу все частіше виконують великі оперні компанії. За п'ять сезонів з 2008 по 2013 роки її виконували оперні компанії у всьому світі набагато більше, ніж всі опери Дворжака разом.
Найпопулярніший уривок з «Русалки» — це «Пісня до місяця» (чеськ. Měsíčku na nebi hlubokém) з першої дії, яка часто виконується на концертах та записується окремо. ЇЇ також було аранжовано для скрипки і використовували як саундтрек до фільмів.

## Історія композиції

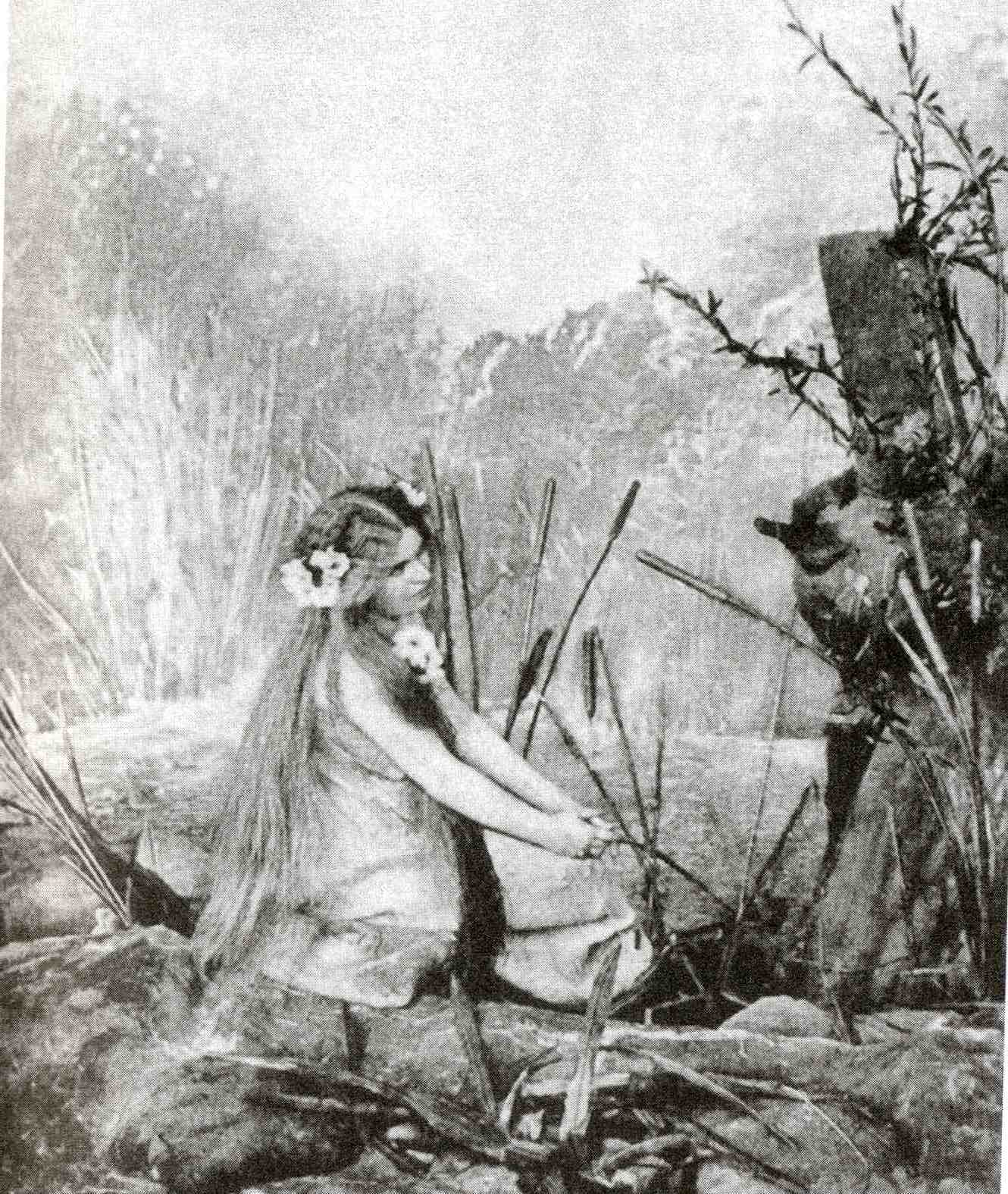
Ржежена Матурова — перша Русалка

Лібретто Квапіля на основі творів Ербена та Немцової, було написане ще до того, як він мав контракт із композитором. Сюжет містить елементи, які також фігурують у «Русалонці» Ганса Крістіана Андерсена та в романі «Ундіна» Фрідріха де ла Мотте Фуке. Лемаріова описує сюжет як «сумну, сучасну казка», яка подібна до його попередньої п'єси «Princessa Pampeliška». Лібрето було завершено до 1899 року, коли Квапіль почав шукати композиторів, зацікавлених у постановці його тексту на музику. Його друзі-композитори займалися іншими творами, але натякнули, що Дворжак шукав проєкт. Композитор, завжди зацікавлений у розповідях Ербена, прочитав лібрето і написав оперу досить швидко, перший варіант був розпочатий 22 квітня 1900 року і завершений до кінця листопада. Після чотирьох симфонічних віршів, натхненних фольклорними баладами Ербена 1896–97, «Русалку» можна вважати кульмінацією дослідження Дворжака «широкого різномаїття музичних прийомів створення драми».

## Історія виконання
«Русалка» вперше була виконана в Празі 31 березня 1901 року, а Ржежена Матурова була першою русалкою. Опера мала величезний успіх на чеських землях, а незабаром здобула успіх і за кордоном.
Перший виступ за межами Богемії відбувся у Любляні. Опера була поставлена у Відні чеською компанією у 1910 році; з німецьким перекладом — в Штутгарті в 1935 році. Прем'єра на сцені у Великій Британії відбулася у театрі Садлера Веллса в 1959 році; в 1983 році постановку Англійської національної опери було знято і поставлено кілька разів.
Прем'єра опери в США відбулася в опері Сан-Дієго в 1975 році. «Русалка» вперше була виконана в Нью-Йорку в Метрополітен-опері в 1993 році, у постановці Віденської державної опери, режисером Отто Шенком, з Габріелою Бенячковою та Нілом Розеншайном.

## Дійові особи та перші виконавці
| Партія                                                       | Тип голосу    | Прем'єрна постановка, 31 березня 1901 року (Диригент: Карел Коваревич ) |
| ------------------------------------------------------------ | ------------- | ----------------------------------------------------------------------- |
| Русалка, водна німфа                                         | сопрано       | Ржежена Матурова                                                        |
| Принц                                                        | тенор         | Богуміл Птак                                                            |
| Водяник, водяний гоблін                                      | бас           | Вацлав Климент                                                          |
| Іноземна принцеса                                            | сопрано       | Марі Кубатова                                                           |
| Баба-Яга, відьма                                             | меццо-сопрано | Ружена Викокалова-Брадакова                                             |
| Перша лісова мавка                                           | сопрано       | Амалія Бобкова                                                          |
| Друга лісова мавка                                           | сопрано       | Елла Тврдкова                                                           |
| Третя лісова мавка                                           | контральто    | Гелена Товарніцка                                                       |
| Лісник                                                       | тенор         | Адольф Крессінґ                                                         |
| Хлопчик з кухні                                              | сопрано       | Вілеміна Гайкова                                                        |
| Мисливець                                                    | баритон       | Франтишек Шір                                                           |
| Приспів: Лісові німфи, весільні гості в замку, свита принца. |               |                                                                         |

## Короткий зміст

### Дія перша
Галявина на краю озера
Три лісові мавки дражнять Водяника — володаря озера. Русалка — водяна німфа — розповідає батькові, що закохалася у людського принца, який приходить полювати навколо озера, і що вона хоче стати людиною, щоб його обійняти. Водяник каже їй, що це погана ідея, але, тим не менше, спрямовує її на допомогу до відьми — Баби-Яги. Русалка співає «Пісню до місяця», просячи його розказати принцу про її кохання. Баба-Яка каже Русалці, що якщо вона стане людиною, вона втратить дар мови і безсмертя; більше того, якщо її кохання з принцом не буде взаємним, він помре, і вона буде вічно проклята. Русалка погоджується на умови та п'є зілля. Принц, полюючи на білу лань, знаходить Русалку, обіймає її та забирає з галявини, в той час плачуть батько та сестри.

### Дія друга
Сад замку принца
Лісник і його племінник — хлопчик з кухні — зауважують, що принц має одружитися з німою і безіменною нареченою. Вони підозрюють чаклунське мистецтво і сумніваються, що воно триватиме, оскільки принц вже звертає увагу на іноземну принцесу, яка є весільною гостею. Іноземна принцеса — ревнива, вона проклинає пару. Принц відкидає Русалку. Русалка повертається до озера з батьком Водяником. Хоча іноземна принцеса вже здобула прихильність принца, їй огидна несталість і зрада принца, вона зневажає його, кажучи йому йти за відкинутою нареченою до пекла.

### Дія третя
Галявина на краю озера
Русалка просить Бабу-Ягу розв'язати її проблеми, яка їй каже, що вона може врятувати себе, якщо вона вб'є принца кинджалом, який Баба-Яка дає Русалці. Русалка відкидає цю пропозицію, кидаючи кинджал в озеро. Русалка стає блимавкою — духом смерті, що живе в глибині озера, виникаючи лише для того, щоб заманити людей на смерть. Лісник і хлопець з кухні просять поради Баби-Яки для принца, якого, мовляв, зрадила Русалка. Водяник каже, що насправді принц зрадив Русалку. Лісові мавки оплакують тяжке становище Русалки. Принц, шукаючи свою білу лань, підходить до озера, відчуває Русалку і кличе її. Він просить її поцілувати його, навіть знаючи, що її поцілунок означає смерть і прокляття. Вони цілуються, і він помирає; а Водяник промовляє: «Всі жертви — марні». Русалка дякує принцу за те, що він дозволив їй пережити людську любов, віддає його душу Богові і повертається на своє місце в глибині озера як демон смерті.

## Інструменти
Русалка написана для 2 флейт, 1 флейти-піколо, 2 гобоїв, 1 англійського ріжка, 2 кларнетів, 1 бас-кларнета, 2 фаготів, 4 валторн, 3 труб, 3 тромбонів, 1 туба, ударних, арфи та струнних.

## Записи
| Рік      | У ролях (Русалка, Принц, Водяник, Іноземна принцеса, Баба-Яга)                         | Диригент Оперний театр та оркестр                                                                          | Лейбл                                                     |
| -------- | -------------------------------------------------------------------------------------- | --- | --------------------------------------------------------- |
| 1952 рік | Людмила Червінкова Бено Блахут Едуард Гакен Марі Підвалова Марта Красова               | Ярослав Кромбголк Хор та оркестр Празького національного театру                                            | CD: Supraphon Cat: SU 3811-2                              |
| 1961 рік | Мілада Шубртова Іво Жидек Едуард Гакен Алена Мікова Марі Овчачікова                    | Зденек Халабала Хор та оркестр Празького національного театру                                              | LP: Supraphon Cat: SU 50440 3                             |
| 1984 рік | Габріела Бенячкова Віслав Охман Річард Новак Драгоміра Дробкова Вера Соукупова         | Вацлав Нойман Чеська філармонія та Празький філармонійний хор                                              | CD: Supraphon (перевипуск у 2003 році) Cat: SU 3178-2 633 |
| 1986 рік | Ейлін Ганнан Джон Трелівен Родні Маканн Філіс Каннан Енн Говард                        | Марк Едлер Оркестр та хор Англійської національної опери (співає англійською мовою; режисер Девід Паутні ) | DVD: Arthaus Musik (2006 р.) Cat: 102 019                 |
| 1997 рік | Урсула Фурі-Бернар Вальтер Коппола Марсель Роска Тізяна К. Соят Неллі Бочкова          | Олександр Рахбарі Загребська філармонія та академічний хор Івана Горана Ковачича                           | CD: Brilliant Classics Cat: 93968                         |
| 1998 рік | Рене Флемінг Бен Геппнер Франц Гавлата Єва Урбанова Долора Заїк                        | Чарлз Макеррас Чеська філармонія та змішаний хор Кюн                                                       | CD: Decca Cat: 000289 460 5682 0                          |
| 2002 рік | Рене Флемінг Сергій Ларін Франц Хаулата Єва Урбанова Лариса Діадкова                   | Джеймс Конлон Оркестр та хор Паризької опери                                                               | DVD: Arthaus Musik (перевипуск у 2009 році), Cat: 107 031 |
| 2007 рік | Шеріл Баркер Росаріо Ла Спіна Брюс Мартін Елізабет Вайтхаус Енн-Марі Оуенс             | Річард Хікокс Австралійський оркестр опери та балету, хор Opera Australia                                  | CD: Chandos, Cat: CHAN 10449 (3)                          |
| 2008 рік | Камілла Найлунд Пйотр Бечала Алан Хелд Емілі Мегі Біргіт Реммерт                       | Франц Вельзер-Мест Оркестр Клівленда                                                                       | CD: Orfeo, Cat: C792113D                                  |
| 2009 рік | Ана Марія Мартінес Брендон Йованович Міша Шеломянскі Тетяна Павловська Лариса Діадкова | Іржі Белоглавек Лондонський філармонійний оркестр та хор Glydebourne                                       | CD: Glyndebourne Festival Opera Cat: GFOCD 007-09         |
| 2014 рік | Мірто Папатанасіу Павло Черноч Анналена Перссон Віллард Вайт Рене Морлок               | Джуліан Габбард Симфонічний оркест і хор Королівського театру Ла-Монне                                     | DVD та Blu-ray диск: EuroArts (етикетка DVD) Cat: 2059928 |

## Список літератуи
Чік, Тімоті. Русалка, Посібник з перекладом та вимовою [Архівовано 2 лютого 2014 у Wayback Machine.], Ланхам: Опудало, 2009. ISBN 978-0-8108-8305-5